# جوئل میگدال
جوئل اس. میگدال (به انگلیسی: Joel S. Migdal)، استاد کرسی رابرت اف. فیلیپ در رشتهٔ مطالعات بین‌المللی در دانشکده مطالعات بین‌المللی هنری ام. جکسون دانشگاه واشینگتن است. او یک دانشمند علوم سیاسی و متخصص در سیاست تطبیقی است.

## تحصیلات
جوئل میگدال در سال ۱۹۶۷ مدرک لیسانس خود را از دانشگاه راتگرز دریافت کرد. او سپس از گروه دولت دانشگاه هاروارد مدرک کارشناسی ارشد (۱۹۶۸) و دکتری(۱۹۷۲) خود را دریافت کرد.

## حرفه
او پیش از این به عنوان دانشیار در دانشگاه هاروارد (۱۹۷۵–۱۹۸۰) و مدرس ارشد در دانشگاه تل آویو (۱۹۷۲–۱۹۷۵) خدمت می‌کرد. سپس در سال ۱۹۸۲ به دانشگاه واشینگتن رفت و در سال ۱۹۹۴ به عنوان استاد مطالعات بین‌الملل کرسی رابرت فیلیپ انتخاب شد.

## عضویت‌ها
- عضو هیئت تحریریه، مجموعه کتاب‌های اقتصاد سیاسی تطبیقی، دانشکده دولت در دانشگاه پکن، چین
- رئیس انجمن مطالعات اسرائیل، ۲۰۰۳–۲۰۰۵
- نایب رئیس، انجمن مطالعات اسرائیل، ۲۰۰۱–۲۰۰۳
- سردبیر، مجموعه مطالعات دربارهٔ اسرائیل از انتشارات دانشگاه ویسکانسین
- عضو کمیته بازدیدکننده مرکز مطالعات خاورمیانه دانشگاه هاروارد
- رئیس، کمیته بازدید، آکادمی مطالعات بین‌المللی و منطقه ای هاروارد
- عضو، هیئت تحریریه، انجمن مطالعات اسرائیل: یک مجله بین رشته‌ای، ۲۰۰۱–اکنون.
- عضو، هیئت تحریریه، سیاست جهانی، ۱۹۹۶–اکنون.
- عضو، هیئت تحریریه، مطالعات سیاسی تطبیقی، ۱۹۹۲–اکنون.
- عضو انجمن علوم سیاسی آمریکا
- عضو کمیته مشترک بین‌المللی برای خاورمیانه و نزدیک، شورای تحقیقات علوم اجتماعی، ۱۹۸۸–۱۹۹۶. رئیس کمیته (سه دوره)، ۹۲–۱۹۹۱، ۱۹۹۲–۹۳، ۱۹۹۳–۹۶.

## جوایز و افتخارات
- فلوشیپ، مؤسسه مطالعات پیشرفته، پرینستون، نیوجرسی، ۲۰۰۹–۲۰۱۰
- استاد برجسته پروست، دانشگاه واشینگتن، ۲۰۰۸
- جایزه مربی برجسته مارشا ال. لندولت، دانشگاه واشینگتن، ۲۰۰۶
- همکار لیدی دیویس، دانشگاه عبری اورشلیم، ۲۰۰۲–۲۰۰۳
- جایزه نویسندگان فرماندار، ۱۹۹۴، برای فلسطینیان: ساخت یک ملت
- جایزه ممتاز تدریس، دانشگاه واشینگتن، ۱۹۹۳
- جایزه خدمات دانشجویی، مدرسه مطالعات بین‌المللی هنری ام.
- جایزه یاور برای بهترین اثر در مورد کشورهای در حال توسعه، ۱۹۸۶، اعطا شده توسط مؤسسه دیوید هوروویتز برای تحقیقات کشورهای در حال توسعه برای جوامع قوی و کشورهای ضعیف: روابط جامعه دولتی و توانایی‌های دولت در جهان سوم.
- محقق اصلی برای سه کمک مالی بزرگ فدرال (وزارت آموزش، واشینگتن، دی سی) به مبلغ بیش از ۱ میلیون دلار
- بورسیه جامعه جهانی (۱۹۸۹–۹۰)
- بورسیه تحقیقاتی فولبرایت (رد شد)
- بورسیه تحقیقاتی فولبرایت هیز (۱۹۸۵–۱۹۸۶)
- فی بتا کاپا
- بورسیه تحصیلات تکمیلی دانشگاه هاروارد
- بورسیه ملی وودرو ویلسون

## انتشارات
- "شنودهای جابجا شده: ایالات متحده در خاورمیانه"، (نیویورک: انتشارات دانشگاه کلمبیا، پاییز آینده ۲۰۱۳)
- "مرزها و تعلق: دولت‌ها و جوامع در مبارزه برای شکل دادن به هویت‌ها و رویه‌های محلی"، (ویراستار) (نیویورک: انتشارات دانشگاه کمبریج، ۲۰۰۴).
- «مردم فلسطین: یک تاریخ» (همراه با باروخ کیمرلینگ) (کمبریج، کارشناسی ارشد: انتشارات دانشگاه هاروارد، ۲۰۰۳).
- "از طریق دریچه اسرائیل: کاوش در دولت و جامعه"، (آلبانی: انتشارات دانشگاه ایالتی نیویورک، ۲۰۰۱).
- "دولت در جامعه: مطالعه چگونگی تغییر و تشکیل دولت‌ها و جوامع یکدیگر": (نیویورک: انتشارات دانشگاه کمبریج، ۲۰۰۱).
- جوئل اس. میگدال، آتل کهلی، ویوین شو، ویراستاران، قدرت دولتی و نیروهای اجتماعی: سلطه و تحول در جهان سوم (نیویورک: انتشارات دانشگاه کمبریج، ۱۹۹۴).
- جوئل اس. میگدال، "فلسطینیان: ساخت یک ملت": (با باروخ کیمرلینگ) (نیویورک: مطبوعات آزاد، ۱۹۹۳). چاپ شومیز، انتشارات دانشگاه هاروارد، ۱۹۹۴. مجموعه الاتحاد (روزنامه اسرائیلی به زبان عربی)، ژانویه. -مارس ۲۰۰۰. چاپ عربی، مجمع فلسطین برای مطالعات اسرائیل (مدار)، ۲۰۰۱.
- الیس گلدبرگ، رسات کاسابا، و جوئل اس. میگدال، ویرایشگران، "قوانین و حقوق در خاورمیانه: دموکراسی، قانون و جامعه"، (سیاتل: انتشارات دانشگاه واشینگتن، ۱۹۹۳).
- "جوامع قوی و دولت‌های ضعیف: روابط دولت-جامعه و قابلیت‌های دولت در جهان سوم"، (پرینستون، نیوجرسی: انتشارات دانشگاه پرینستون، ۱۹۸۸).
- جوئل اس. میگدال، و همکاران، "جامعه و سیاست فلسطین"، (پرینستون، نیوجرسی: انتشارات دانشگاه پرینستون، ۱۹۸۰).
- جان دی. مونتگومری، هارولد دی.
- "دهقانان، سیاست و انقلاب: فشارها به سوی تغییرات سیاسی و اجتماعی در جهان سوم" (پرینستون، نیوجرسی: انتشارات دانشگاه پرینستون، ۱۹۷۴) نسخه چینی، ۱۹۹۶.